# Société post-migratoire
Une société post-migratoire est un pays où l'arrivée et le départ de gens au-delà des frontières sont devenus un aspect central, nécessaire et constant de l'imaginaire national et de la vie. Cette expression est avant tout utilisée en Allemagne, avec l'adjectif postmigrantisch.
C'est la troupe du théâtre Ballhaus Naunynstraße à Berlin, sous la direction de Shermin Langhoff, qui a le plus contribué à populariser cette analyse de la société actuelle dans la République fédérale. Leur dramaturgie met en avant la transculturalité et l'héritage des Gastarbeiter.
Dans la recherche, des sociologues comme Kira Kosnick (de), Riem Spielhaus (de), Naika Foroutan (de) et Erol Yıldız (de) ont contribué à importer cette vision dans les sciences sociales. Une des utilisations du concept de société post-migratoire est d'arrêter d'utiliser les catégories ethniques essentialisées comme celle de « migrants », construites en partie par les études spécialisées sur les migrations.
Les évolutions décrites comme post-migratoires en Allemagne incluent par exemple l'élargissement du droit du sol, là où les idées prévalentes héritées du mouvement völkisch ont longtemps insisté que seule la lignée du sang pouvait signifier l'appartenance au peuple allemand. L'avènement du kebab berlinois ou encore l'omniprésence de la pizza sont aussi vues comme typiquement post-migratoires.

## Sources
1. ↑  (en) Lizzie Stewart, « Postmigrant theatre: the Ballhaus Naunynstraße takes on sexual nationalism », Journal of Aesthetics & Culture, vol. 9, no 2,‎ 21 août 2017, p. 56–68 (ISSN 2000-4214, DOI 10.1080/20004214.2017.1370358, lire en ligne, consulté le 3 juillet 2024)
2. ↑  Marie Urban, « La transculturalité dans les pratiques documentaires germanophones à l’exemple du "théâtre postmigrant" », Trajectoires. Revue de la jeune recherche franco-allemande, no 14,‎ 27 juin 2021 (ISSN 1961-9057, DOI 10.4000/trajectoires.6355, lire en ligne, consulté le 3 juillet 2024)
3. 1 2 3  Sina Arnold et Josselin Dravigny, « L’Allemagne comme société « postmigratoire » ?: Analyse d’un nouveau paradigme pour l’étude des migrations », Migrations Société, vol. 166, no 4,‎ 19 décembre 2016, p. 111–127 (ISSN 0995-7367, DOI 10.3917/migra.166.0111, lire en ligne, consulté le 3 juillet 2024)
4. ↑  (en) Regina Römhild, « Beyond the bounds of the ethnic: for postmigrant cultural and social research », Journal of Aesthetics & Culture, vol. 9, no 2,‎ 21 août 2017, p. 69–75 (ISSN 2000-4214, DOI 10.1080/20004214.2017.1379850, lire en ligne, consulté le 3 juillet 2024)